# David Stuart Davies
David Stuart Davies (Huddersfield, 10 febbraio 1946 – Huddersfield, 16 agosto 2024) è stato uno scrittore e anglista britannico.

## Biografia
Lavorò come insegnante di inglese, ma poi abbandonò questa attività per diventare editor, scrittore e sceneggiatore a tempo pieno. Fu uno tra i maggiori studiosi inglesi di Sherlock Holmes e del suo Canone. Fu curatore del mensile Red Herrings, pubblicazione della Crime Writers' Association e fu direttore di Sherlock Holmes: The Detective Magazine (dal 1996 al 2006). Fece parte dei Baker Street Irregulars, associazione letteraria riunente i più grandi appassionati del famoso detective.
Morì ad Huddersfield il 16 agosto 2024 all'età di 78 anni per un tumore al cervello diagnosticatogli in gennaio.

## Opere

### Romanzi

#### Le avventure di Sherlock Holmes
- Sherlock Holmes e l'affare Hentzau (Sherlock Holmes and the Hentzau Affair, 1991), Giallo Mondadori Sherlock n.6, febbraio 2015.
- Sherlock Holmes e il Signore della Notte (The Tangled Skein, 1995), Il Giallo Mondadori Sherlock n.10, giugno 2015.
- Sherlock Holmes e il caso del papiro egizio (The Scroll of the Dead, 1998), Il Giallo Mondadori Sherlock n.15, novembre 2015.
- Sherlock Holmes e la peste di Londra (The Shadow of the Rat, 1999), Il Giallo Mondadori Sherlock n.19, marzo 2016.
- Sherlock Holmes: il diabolico piano di Moriarty (The Veiled Detective, 2004), Il Giallo Mondadori Sherlock n.23, luglio 2016.
- Sherlock Holmes: la promessa del Diavolo (The Devil's Promise, 2014), Il Giallo Mondadori Sherlock n.30, febbraio 2017.
- Sherlock Holmes: lo spettro dello squartatore (The Ripper Legacy, 2016), Il Giallo Mondadori Sherlock n.57, maggio 2019.
- Sherlock Holmes: strumento di morte (The Further Adventures of Sherlock Holmes: The Instrument of Death, 2019), Il Giallo Mondadori Sherlock n.85, settembre 2021.
- Sherlock Holmes. Vendetta dall'oltretomba (The Further Adventures of Sherlock Holmes: Revenge from the Grave, 2022), Il Giallo Mondadori Sherlock n.121, settembre 2024.

#### Racconti
- Sherlock Holmes e il segreto di Reichenbach (The Reichenbach Secret), Sherlockiana n. 83, Delos Digital, set 2015.
- Sherlock Holmes e l'avventura del figlio del birraio (The Adventure of the Brewer's Son), Sherlockiana n. 90, Delos Digital, nov 2015.
- Sherlock Holmes e l'avventura del fantasma del Natale passato (The Ghost of Christmas Past), Sherlockiana n. 96, Delos Digital, dic 2015.
- Sherlock Holmes e il segreto della morta (The Secret of the Dead, 2015), Sherlockiana n. 99, Delos Digital, gen 2016.
- Sherlock Holmes e un’indubbia notorietà (A Certain Notoriety, 2015), Sherlockiana n. 112, Delos Digital, apr 2016.

#### Raccolte di racconti
- The Games Afoot, 2008

### Altri romanzi
- Forests of the Night, 2000.
- Comes the Dark, 2006.
- Without Conscience, 2008.
- Requiem for a Dummy, 2009.
- The Darkness of Death, 2010.

### Saggi
- Holmes of the Movies: The Screen Career of Sherlock Holmes, 1977.
- Bending the Willow: Jeremy Brett as Sherlock Holmes, 1996.
- Starring Sherlock Holmes: A Century of the Master Detective on Screen, 2001; aggiornato nel 2007.
- Clued Up on Sherlock, 2004.
- Dancing in the Moonlight: Jeremy Brett - A Celebration, 2006.